# Ulica Michała Bałuckiego w Krakowie
Ulica Michała Bałuckiego – ulica w Krakowie, w dzielnicy VIII Dębniki, na Dębnikach. Łączy ulicę Dębową z Rynkiem Dębnickim.
Przebieg ulicy, wychodzącej z narożnika Rynku Dębnickiego, widoczny jest na mapie Dębnik z katastru galicyjskiego z 1893 roku. W momencie włączenia Dębnik do Krakowa w 1909 roku nosiła nazwę ul. Polnej. Początkowo dochodziła do ul. Zagrody, a później do nieistniejącej już dzisiaj ul. Zielnej. W 1951 roku nadano jej obecną nazwę na cześć krakowskiego pisarza Michała Bałuckiego. Wraz z przebudową układu komunikacyjnego Dębnik w latach 70. XX wieku i powstaniem ul. Monte Cassino przebieg ul. Bałuckiego skrócono do przedłużonej wówczas ul. Dębowej.